# James P. O’Donnell
James Preston O’Donnell (* 30. Juli 1917 in Baltimore, Maryland; † 16. April 1990 in Boston, Massachusetts) war ein US-amerikanischer Autor.

## Biografie
O’Donnell, Sohn eines Gehirnchirurgen, studierte an der Harvard University und arbeitete anschließend als Journalist, meistens für Magazine. Er war mit der Kennedy-Familie befreundet. Während des Zweiten Weltkrieges diente er bis zum 2. Juni 1945 in der US-Armee bei der Nachrichtentruppe. Nach seiner Entlassung wurde er der Chef des Deutschland-Büros des Newsweek-Magazins. In dieser Position kam er am 4. Juli 1945 nach Berlin. Er war beauftragt, Nachforschungen bezüglich des Todes von Adolf Hitler anzustellen und ebenso Informationen über Eva Braun zu beschaffen.
O’Donnell bestach Sowjet-Soldaten, die den Eingang zu Hitlers Bunker (Führerbunker) unter der Reichskanzlei bewachten und wurde so der erste Nicht-Angehörige der Sowjet-Armee, der den Bunker untersuchte. Er fand eine Anzahl von streng geheimen Nazi-Dokumenten. Diese Dokumente sowie Interviews mit vielen der letzten Anwesenden im Führerbunker verwendete er in späteren Publikationen, so dass O’Donnell als ein Experte bezüglich der Todesumstände von Adolf Hitler gilt. Er veröffentlichte seine gesammelten Erkenntnisse abschließend in seinem Buch von 1975: The Bunker, deutsch: Die Katakombe.
Nach seiner Zeit bei Newsweek arbeitete O’Donnell viele Jahre freiberuflich als Journalist in Deutschland und veröffentlichte Beiträge in Magazinen wie Life Magzine und Saturday Evening Post.
Später arbeitete er für das U.S. State Department als Berater für Berlin. Seine letzten Jahre verbrachte er als Professor für Journalismus an der Boston University. Niall Ferguson bezeichnete O’Donnell als einen der wenigen westlichen Beobachter, die sehr genau den Fall der Berliner Mauer vorhersahen. Für das Reader’s Digest-Magazin Das Beste hatte O’Donnell in einem Beitrag unter dem Titel Die Geisterzüge von Berlin im Januar 1979 Folgendes geschrieben:

„Neulich träumte ich vom Ende der Berliner Mauer. Es war im Jahr 1989. Überall erschienen Ost- und Westberliner in hellen Scharen und rissen sie nieder. Schüler bepflanzten die ganzen 165 Kilometer mit Linden und Eichen. Pfiffige Händler schlängelten sich durch die fröhliche Menge und verkauften Steine zum Andenken. Wie gelangten so viele Menschen so schnell an die Mauer? Mit der S-Bahn, versteht sich.“

Als 1981 CBS The Bunker verfilmte, wurde O’Donnell, dargestellt von James Naughton, in einer kurzen Szene am Anfang gezeigt.

## Veröffentlichungen
- O’Donnell, James Preston (1971): Sailing to Byzantium: a study in the developement of the later style and symbolism in the poetry of William Butler Yeats, New York, Octagon Books, ISBN 978-0-374-96141-1.
- O’Donnell, James Preston; Uwe Bahnsen (1975): Die Katakombe – Das Ende in der Reichskanzlei, Stuttgart, Deutsche Verlagsanstalt, ISBN 3-421-01712-3.
- O’Donnell, James Preston (1978): The Bunker, The History of the Reich Chancellery Group, Boston, Houghton Milfin, ISBN 0-395-25719-0.